# 죽음의 가스
《죽음의 가스》(영어: Coma)는 미국에서 제작된 마이클 크라이턴 감독의 1978년 미스터리 스릴러 영화이다. 준비에브 뷔조, 마이클 더글러스 등이 출연하였고, 마틴 얼리크먼 등이 제작에 참여하였다.

## 출연
- 준비에브 뷔조
- 마이클 더글러스
- 엘리자베스 애슐리
- 립 톤
- 리처드 위드마크
- 로이스 차일스
- 해리 로즈
- 랜스 러골트
- 조애나 컨스
- 톰 셀릭
- 에드 해리스
- 필립 베이커 홀

## 기타 제작진
- 미술: 앨버트 브레너
- 세트: 릭 심프슨